# ゴールデン・ジュビリー
ゴールデン・ジュビリー（英: golden jubilee）とは、重要な出来事の50周年記念日のこと。また、それを祝賀して開催される祝典。英語圏での呼び名だが、50年の節目の祝典は世界各地で行われる。

## イギリスと英連邦王国
イギリスと英連邦王国では、君主の治世50年を記念して、ゴールデン・ジュビリーの祝典が開催された。そのうち国王ジョージ3世は、実際に即位50周年となる1810年に先立ち、1809年10月25日に祝賀された。

### ヴィクトリア女王
1887年にイギリスと大英帝国はヴィクトリア女王のゴールデン・ジュビリーを祝した。ヴィクトリア女王は1887年6月20日に即位50周年を迎え、50名のヨーロッパの王族を招いて祝宴を催した。このとき女王が気付くことはできなかったのだが、感謝の礼拝に臨席中の女王をウェストミンスター寺院ごと吹き飛ばすというアイルランドの共和主義者らによる暗殺計画 (Jubilee Plot) があった。当時、ヴィクトリア女王は非常に人気のある君主であった。

### 女王エリザベス2世
1952年に即位した女王エリザベス2世は、在位50年記念となる2002年にゴールデン・ジュビリーを祝賀された。

## タイ王国
タイでは、国王の在位50年を祝う式典があった。タイの言葉では、カンチャナピセーク（กาญจนาภิเษก）という。タイの歴史において初めて挙行されたのは、プーミポン・アドゥンヤデート国王（ラーマ9世）の在位50年記念式典であった。1946年に王位に就いた国王ラーマ9世は1996年6月9日に在位50年を記念して祝賀された。タイの君主として、その在位期間は歴代最長であった。
世界最大の切子面付きのダイヤモンド「ザ・ゴールデン・ジュビリー」がタイの実業家に購入され、国王の戴冠50周年記念として献上された。現在、このダイヤモンドはタイ王室が装飾品として所有している。
1996年にバンハーン・シラパアーチャー首相とタイ国民は国王の即位50周年を数日にわたって盛大に祝賀した。

## 中国
- 前漢の武帝（在位: 紀元前141年 - 紀元前87年、紀元前91年に在位50年を記念）
- 清の康熙帝（在位: 1661年 - 1722年、1711年に在位50年を記念）
- 清の乾隆帝（在位: 1735年 - 1796年、1785年に在位50年を記念）

## 韓国
- 李氏朝鮮の英祖（在位: 1724年 - 1776年、1774年に在位50年を記念）

## 日本
日本では、「御在位五十年記念」と称して、天皇の在位50年を祝した。唯一の例は1976年（昭和51年）11月10日に御在位五十年記念式典が挙行された昭和天皇である。昭和天皇の御在位五十年記念事業の一環として、国営昭和記念公園が開設された。

## シンガポール

建国50周年記念を表すSingapore50のロゴ

- 2015年にマレーシアからの独立50周年を記念して、Singapore50が発議された。「SG50」公式ロゴは建国50周年の祝賀を表している[3]。同年のナショナル・デイ・パレード（建国記念日の祝典）はMajulah Singapura - Our Golden Jubilee（「進めシンガポール - 私たちのゴールデン・ジュビリー」）と題された[4]。

## その他の国々
- 1648年にブルネイの国王（スルタン）アブドゥル・ジャイルル・アクバル（英語版）が在位50年を迎えた。
- 1790年にブルネイの国王（スルタン）オマル・アリ・サイフディン1世（英語版）が在位50年を迎えた。
- 1792年にバイエルンの選帝侯カール・テオドールがプファルツ選帝侯として在位50年を迎えた。
- 1826年にザクセン＝ヴァイマル＝アイゼナハ大公国の大公カール・アウグストが成年に達してから50周年を迎えた。
- 1898年にオーストリア＝ハンガリー帝国の皇帝フランツ・ヨーゼフ1世が在位50年を迎えた。
- 1906年にバーデン大公国の大公フリードリヒ1世が王位を継承する以前に兄の摂政となってから50周年を迎えた。
- 1908年にリヒテンシュタインの公ヨハン2世が在位50年を迎えた。
- ギリシャ王国の国王ゲオルギオス1世は1913年に在位50年を迎えるわずか2週間ほど前に暗殺された。
- 1914年にモンテネグロ王国のニコラ1世が在位50年を迎えた。
- 1955年にノルウェーの国王ホーコン7世が在位50年を迎えた。
- 1966年にブルンジ王国の国王ムワンブツァ4世が在位50年を迎えた。
- 1966年にエチオピア帝国の皇帝ハイレ・セラシエ1世が摂政となってから50周年を迎えた。
- イランのナーセロッディーン・シャーは（太陰暦で）在位50年を祝う用意をしていたが、拝礼のためテヘラン近郊の聖地を訪問中に狙撃され亡くなった。
- 1976年にイランのシャーモハンマド・レザー・パフラヴィーがパフラヴィー朝の成立50周年を祝した。
- 1999年にモナコの大公レーニエ3世が在位50年を迎えた。
- 2007年から2008年にかけて、アーガー・ハーン4世がイマームとしての在位50年を祝した[5]。
- 2008年にマレーシア・ケダ州のスルタンアブドゥル・ハリム・ムアザム・シャーが在位50年を迎えた[6]。
- 2017年にブルネイの国王（スルタン）ハサナル・ボルキアが在位50年を迎えた。